# Soul Time
Soul Time è un album di Bobby Timmons, pubblicato dalla Riverside Records nel 1960. Il disco fu registrato il 12 e 17 agosto del 1960 a New York.

## Tracce
Lato A
1. Soul Time – 6:18 (Bobby Timmons)
2. So Tired – 6:10 (Bobby Timmons)
3. The Touch of Your Lips – 4:10 (Ray Noble)
4. S'posin' – 5:09 (Andy Razaf, Paul Denniker)

Lato B
1. Stella B. – 5:40 (Bobby Timmons)
2. You Don't Know What Love Is – 6:12 (Gene DePaul, Don Raye)
3. One Mo' – 6:53 (Bobby Timmons)

## Musicisti
- Bobby Timmons - pianoforte
- Blue Mitchell - tromba (brani : A1, A2, A3, A4 & B2)
- Sam Jones  - contrabbasso
- Art Blakey  - batteria